# غورانكش جماعت
غورانكش جماعت (بالفارسية: گورانکش جماعت) هي قرية تقع في البلدة المركزية في إيران. يقدر عدد سكانها بـ 295 نسمة بحسب إحصاء 2016.